# 格朗日山

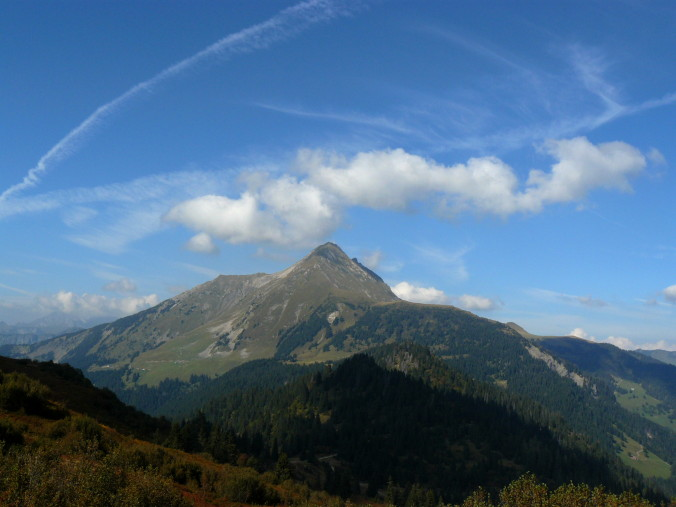

46°15′45″N 06°46′50″E / 46.26250°N 6.78056°E
格朗日山（法語：Mont de Grange，法語發音：[mɔ̃ də ɡʁɑ̃ʒ]）是法國上薩瓦省的山峰，位於該國東南部，屬於沙布莱山的一部分，海拔高度2,432米，每年平均降雨量1,674毫米。